# Stulti timent fortunam, sapientes ferunt
 Stulti timent fortunam, sapientes ferunt лат. (изговор: стулти тимент фортунам, сапиентес ферунт). Будале се боје судбине, а мудри је подносе. (Публилиус Сирус)

## Поријекло изреке
Изрекао римски писац сентенција Публилиус Сирус - Публилије Сиранин (први вијек п. н. е.).

## Тумачење
Судбина је врховна наредба. Мудри је чекају, остали се плаше и неуспешно боре  против ње.